# Olcay Şahan
Olcay Şahan (* 26. Mai 1987 in Düsseldorf) ist ein früherer türkisch-deutscher Fußballspieler und heutiger Fußballtrainer.

## Karriere

### Im Verein
Er fing mit sechs Jahren in der Jugend von Fortuna Düsseldorf an. Anschließend spielte er drei Jahre in der Jugendabteilung von Bayer 04 Leverkusen.
Bereits im zweiten Jahr in der Jugend folgte der Sprung in die zweite Mannschaft, mit der er in die Regionalliga aufstieg. Nach einem Jahr, die Şahan als Stammspieler bestritt, stieg Borussia II wieder in die Oberliga ab, stieg aber im Jahr darauf sofort wieder auf, woran der zentrale Mittelfeldspieler mit zwölf Saisontoren und noch mehr Torvorlagen beteiligt war.
Als sich danach seine Hoffnungen auf einen Profivertrag bei der Borussia nicht erfüllten, wechselte Şahan 2008 in die Zweitligamannschaft des MSV Duisburg. Er unterschrieb einen Einjahresvertrag beim MSV. Er hatte dort am fünften Spieltag seinen ersten Einsatz als Einwechselspieler. Am 13. Spieltag der Zweitliga-Saison 2008/09 erzielte er seine ersten beiden Profitore im Spiel gegen Greuther Fürth; die Partie verlor der MSV mit 3:4. Im April 2009 verlängerte er seinen zum Saisonende auslaufenden Vertrag um weitere zwei Jahre.
Am 18. April 2011 wurde Şahan vom 1. FC Kaiserslautern zur Saison 2011/12 verpflichtet. Er unterschrieb einen Vierjahresvertrag. Am ersten Spieltag gab er sein Debüt für den FCK gegen Werder Bremen in der Startformation. Sein erstes Bundesligator erzielte er am 11. Dezember 2011 (16. Spieltag) beim 1:1-Unentschieden im Auswärtsspiel gegen Borussia Dortmund.
Şahan wechselte am 30. Juni 2012 zu Beşiktaş Istanbul. Er unterschrieb einen Vierjahresvertrag bis zum 30. Juni 2016. Mit Beşiktaş wurde Şahan, in der Saison 2015/16, zum ersten Mal türkischer Meister. Mitte Januar 2017 wechselte Şahan zum Ligakonkurrenten Trabzonspor, bei dem er einen Vertrag bis zum Ende der Saison 2020/21 unterschrieb. In seiner ersten Saison bestritt er 17 von 18 möglichen Ligaspiele für Trabzonspor, in denen er ein Tor schoss, sowie zwei Pokalspiele. In der nächsten Saison waren es 28 von 34 möglichen Ligaspielen mit vier geschossenen Toren und drei Pokalspielen mit einem Tor.
In der Saison 2019/20 waren es 19 von 34 möglichen Ligaspiele mit zwei geschossenen Toren und zwei Pokalspielen. Dabei legte der Verein Şahan, der zu den Top-Verdienern innerhalb der Mannschaft gehörte, Anfang Januar 2019 aus wirtschaftlichen Gründen einen Vereinswechsel nahe. Nachdem sich der Spieler weigerte, wurde er Mitte Januar 2019 suspendiert. Mitte März 2019 erfolgte eine Einigung. Die Vertragslaufzeit wurde um ein Jahr verkürzt sowie das Gehalt rückwirkend heruntergesetzt.
Mitte August 2019 wechselte er zum Ligakonkurrenten Denizlispor, bei dem er einen Vertrag für die Saison 2019/20 unterschrieb. Hier kam er auf 26 von 34 möglichen Ligaspielen mif einem geschossenen Tor und vier Pokalspielen. In der nächsten Saison wurde er von Denizlispor nicht eingesetzt.
Anfang Oktober 2020 wechselte er kurz vor Ende des infolge der COVID-19-Pandemie verlängerten Transferfenster zu Yeni Malatyaspor. Dort bestritt er 12 von 36 möglichen Ligaspielen sowie drei Pokalspiele. Von Mitte Januar 2021 fiel er infolge eines Muskelfaserrisses aus und wurde bis zum Saisonende nur noch bei einem Spiel für wenige Minuten eingewechselt. Mit Ende der Saison verließ er den Verein infolge Vertragsablauf.
Ursprünglich beabsichtigte Şahan darauf, seine Karriere zu beenden. Nachdem er ein Jahr nicht gespielt hatte, unterschrieb er Anfang Juli 2022 einen Vertrag mit einer Laufzeit von einem Jahr bei Afjet Afyonspor in der TFF 2. Lig, der dritthöchsten türkischen Liga. Hier bestritt er 35 von 36 möglichen Ligaspielen, bei denen er sechs Tore schoss. Lediglich bei einem Spiel fehlte er aufgrund einer Sperre nach vier gelben Karten.
Ende Juli 2023 wechselte er zum Ligakonkurrenten Ankaraspor. Hier bestritt er die ersten 22 Ligaspiele. Ab Mitte Februar 2022 war er für den Verein als Trainer tätig, spielte dann aber selbst nicht mehr.

### Nationalmannschaft
Şahan gab sein Debüt für die Türkische A-Nationalmannschaft am 22. März 2013 beim 2:0-Sieg gegen Andorra. Seinen ersten Treffer für die Nationalmannschaft erzielte er am 28. Mai 2013 beim 3:3 gegen Lettland.
Bei der Fußball-Europameisterschaft 2016 in Frankreich wurde er in das türkische Aufgebot aufgenommen. In der zweiten Turnierpartie, gegen Titelverteidiger Spanien, kam er im letzten Drittel ins Spiel, als es bereits 0:3 stand. Auch gegen Tschechien war er Einwechselspieler, allerdings stand es da 2:0 für das eigene Team. Trotzdem entschied am Ende das Torverhältnis darüber, dass die Türkei trotz des dritten Gruppenplatzes ausschied.

## Trainerlaufbahn
Nachdem er bereits ab Februar 2024 für Ankaraspor als Trainer tätig gewesen war, wechselte er zur Saison 2024/25 als Trainer zum Ligakonkurrenten Altınordu Izmir.

## Erfolge
- Borussia Mönchengladbach II
  - Aufstieg in die Regionalliga Nord bzw. West und Meister der Oberliga Nordrhein: 2005/06, 2007/08

- MSV Duisburg
  - DFB-Pokalfinalist: 2011 als Zweitligist

- Beşiktaş Istanbul
  - Türkischer Fußballmeister: 2015/16